# Elvis: Recorded Live on Stage in Memphis
Elvis: Recorded Live on Stage in Memphis – koncertowy album Elvisa Presleya wydany w 1974 roku. Materiał nagrano podczas występu Presleya, który miał miejsce 20 marca 1974 roku w jego rodzinnym Memphis. Album wydała wytwórnia RCA Records 7 lipca 1974 roku. Był to przedostatni album koncertowy wydany przed śmiercią Presleya.
Presley za wykonanie na żywo podczas tego koncertu utworu „How Great Thou Art” otrzymał trzecią i ostatnią nagrodę Grammy w swojej karierze.

## Lista utworów
| 1.  | „See See Rider” | 3:03  |
|     | |       |
| 2.  | „I Got a Woman” | 4:45  |
|     | |       |
| 3.  | „Love Me” | 1:50  |
|     | |       |
| 4.  | „Tryin' to Get to You” | 2:02  |
|     | |       |
| 5.  | „Medley:” („Long Tall Sally”, „Whole Lotta Shakin’ Goin’ On”, „Your Mama Don’t Dance” „Flip Flop and Fly”, „Jailhouse Rock”, „Hound Dog”) | 3:32  |
|     | |       |
| 6.  | „Why Me Lord” | 2:50  |
|     | |       |
| 7.  | „How Great Thou Art” | 3:44  |
|     | |       |
| 8.  | „Blueberry Hill” / „I Can’t Stop Loving You”                                                                                              | 2:59  |
|     | |       |
| 9.  | „Help Me” | 2:42  |
|     | |       |
| 10. | „An American Trilogy” | 3:57  |
|     | |       |
| 11. | „Let Me Be There” | 3:33  |
|     | |       |
| 12. | „My Baby Left Me” | 2:22  |
|     | |       |
| 13. | „Lawdy Miss Clawdy” | 2:14  |
|     | |       |
| 14. | „Can’t Help Falling in Love” | 1:36  |
|     | |       |
| 15. | „Closing Vamp” | 0:47  |
|     | |       |
|     | | 41:56 |
|     | |       |

## Wydanie FTD Records
W 2004 roku FTD Records wydało ponownie album zawierający tym razem już cały koncert (ze zremasterowanym dźwiękiem). W albumie znajduje się 10 utworów nie umieszczonych w oryginalnym wydaniu z 7 lipca 1974 roku.

### Lista utworów
1. „Introduction: Also sprach Zarathustra”
2. „See See Rider”
3. „I Got a Woman / Amen”
4. „Love Me”
5. „Tryin' to Get to You”
6. „All Shook Up”
7. „Steamroller Blues”
8. „Teddy Bear / Don’t Be Cruel”
9. „Love Me Tender”
10. „Long Tall Sally” / „Whole Lotta Shakin’ Goin’ On” / „Your Mama Don’t Dance” / „Flip Flop and Fly” / „Jailhouse Rock” / „Hound Dog”
11. „Fever”
12. „Polk Salad Annie”
13. „Why Me Lord?”
14. „How Great Thou Art”
15. „Suspicious Minds”
16. „Introductions by Elvis”
17. „Blueberry Hill / I Can’t Stop Loving You”
18. „Help Me”
19. „An American Trilogy”
20. „Let Me Be There”
21. „My Baby Left Me”
22. „Lawdy Miss Clawdy”
23. „Funny How Time Slips Away”
24. „Can’t Help Falling in Love / Closing Vamp”

## Wydanie Audionics
W czerwcu 2011 roku wytwórnia Audionics wydała bootleg, który był pierwszym wydawnictwem zawierającym koncert w całości z oryginalnym, pierwotnie zarejestrowanym na żywo 20 marca 1974 roku w Memphis, dźwiękiem. W przeciwieństwie do poprzednich wydań, nie dokonano żadnych przeróbek w warstwie dźwiękowej. Bootleg zawiera dosłownie wszystko co zostało nagrane tamtego wieczoru na południu USA. Najnowszy album zawierający koncert nosi tytuł Elvis Fifth Time Around.

### Lista utworów
1. Introduction: „Also sprach Zarathustra”
2. „See See Rider”
3. „I Got a Woman / Amen”
4. „Love Me”
5. „Tryin’ to Get to You”
6. „All Shook Up”
7. „Steamroller Blues”
8. „Teddy Bear / Don’t Be Cruel”
9. „Love Me Tender”
10. „Long Tall Sally” / „Whole Lotta Shakin’ Goin’ On” / „Your Mama Don’t Dance” / „Flip Flop and Fly” / „Jailhouse Rock” / „Hound Dog”
11. „Fever”
12. „Polk Salad Annie”
13. „Why Me Lord?”
14. „How Great Thou Art”
15. „Suspicious Minds”
16. „Introductions by Elvis”
17. „Blueberry Hill / I Can’t Stop Loving You”
18. „Help Me” (with false start)
19. „An American Trilogy”
20. „Let Me Be There” (with reprise)
21. „My Baby Left Me”
22. „Lawdy Miss Clawdy”
23. „Funny How Time Slips Away”
24. „Can’t Help Falling in Love”
25. „Closing Vamp / Announcements”